# Núria Gispert Vilà
Núria Gispert Vilà (Barcelona, 18 de noviembre de 1957-Barcelona, 12 de octubre de 2024) fue una periodista y escritora española.

## Biografía
Núria Gispert nació en 1957. Tras concluir sus estudios en la Facultad de Ciencias de la Información, en la Universidad de Barcelona,comenzó su carrera periodistíca trabajando en varios periódicos y revistas, continuándola en la radio. A finales de la década de los años ochenta comenzó a trabajar en televisión.
En Televisión Española (1983-1989) presentó La tarde o Buscados con cargo, entre otros. Posteriormente desempeñó diversas tareas en los canales autonómicos de Canal Sur Televisión —donde fue la corresponsal de la televisión andaluza en Cataluña— y TV3.
Concluida su carrera profesional, realizó labores de voluntariado con Caritas Española, a través de un banco de alimentos.
También se adentró en el mundo editorial, con la publicación de libros sobre cocina práctica: "Cocina en menos de tres horas para toda la semana" (Lectio, 2019); "Fiambreras" (Lectio, 2020), y "Aquí no se tira nada" (Lectio, 2024) en las que comparte recetas de sus abuelas, de quienes heredó su amor por la buena mesa.
Al finalizar el verano de 2024, le descubrieron un tumor. Falleció en la medianoche del 12 de octubre de 2024, a los 66 años.